# Манозозв’язувальний білок
Манозозв’язувальний білок (англ. Mannose binding lectin 2) – білок, який кодується однойменним геном, розташованим у людей на короткому плечі 10-ї хромосоми. Довжина поліпептидного ланцюга білка становить 248 амінокислот, а молекулярна маса — 26 144.
| 10         |  | 20         |  | 30         |  | 40         |  | 50         |
| ---------- |  | ---------- |  | ---------- |  | ---------- |  | ---------- |
| MSLFPSLPLL |  | LLSMVAASYS |  | ETVTCEDAQK |  | TCPAVIACSS |  | PGINGFPGKD |
| GRDGTKGEKG |  | EPGQGLRGLQ |  | GPPGKLGPPG |  | NPGPSGSPGP |  | KGQKGDPGKS |
| PDGDSSLAAS |  | ERKALQTEMA |  | RIKKWLTFSL |  | GKQVGNKFFL |  | TNGEIMTFEK |
| VKALCVKFQA |  | SVATPRNAAE |  | NGAIQNLIKE |  | EAFLGITDEK |  | TEGQFVDLTG |
| NRLTYTNWNE |  | GEPNNAGSDE |  | DCVLLLKNGQ |  | WNDVPCSTSH |  | LAVCEFPI   |

A: Аланін

C: Цистеїн

D: Аспарагінова кислота

E: Глутамінова кислота

F: Фенілаланін

G: Гліцин

H: Гістидин

I: Ізолейцин

K: Лізин

L: Лейцин

M: Метіонін

N: Аспарагін

P: Пролін

Q: Глутамін

R: Аргінін

S: Серин

T: Треонін

V: Валін

W: Триптофан

Залучений до таких біологічних процесів, як імунітет, вроджений імунітет, шлях активації комплементу. Цей білок має ділянку для зв'язування з іоном кальцію, лектинами. Секретований назовні.